# Adi Rosenblum
Adi Rosenblum (* 1962 in Haifa, Israel) ist eine israelisch-österreichische Künstlerin.

## Leben
Rosenblum arbeitet seit 1992 mit dem gleichaltrigen, in Graz geborenen Markus Muntean als Muntean/Rosenblum zusammen. Gemeinsam erhielten sie 2001 den Preis der Stadt Wien für Bildende Kunst. Das Künstlerpaar lebt und arbeitet in Wien.

## Werk
Muntean/Rosenblum nehmen die aktuelle Jugendkultur ironisch aufs Korn. Verloren dreinblickende Teenager posieren in klassischen Tableaus. Dazu fügt das Künstlerpaar Textunterschriften oder Sprechblasen ein. Ratlosigkeit, Sehnsucht und Verzweiflung werden so zum Ausdruck gebracht. Muntean/Rosenblum schaffen Rauminstallationen, publizieren Bücher und arbeiten mit großformatiger, plakathaft realistischer Malerei, auch Videoinstallationen und Skulpturen gehören zum Werk.

## Ausstellungen (Auswahl)
- 2000 Where else, Wiener Secession, Wien[1]
- 2001 Galerie Georg Kargl, Wien[2]
- 2002 De Appel, Amsterdam[3]
- 2003 Salzburger Kunstverein[4]
- 2004 It Is Never Facts That Tell, Tate Gallery, London
- 2004 26. Biennale von São Paulo[5]
- 2005 Galerie Arndt & Partner, Berlin[6]
- 2007 GfZK – Galerie für Zeitgenössische Kunst Leipzig[7]
- 2008 Muntean & Rosenblum, Galerie Arndt & Partner, Berlin (mit Katalog)
- 2008/2009 Between what was and what might be, Essl Museum, Klosterneuburg[8]